# The Right to Love
The Right to Love è un film del 1930 diretto da Richard Wallace.

## Produzione
Il film fu prodotto dalla Paramount Pictures con il nome Paramount Publix Corporation.

## Distribuzione
Distribuito dalla Paramount Pictures, il film uscì nelle sale cinematografiche statunitensi il 27 dicembre 1930.

### Date di uscita
IMDb
- USA	27 dicembre 1930
- Finlandia	15 novembre 1931

Alias
- Oikeus rakastaa	Finlandia
- To mythistorima mias gynaikos	Grecia